# Kényszerfeltétel
A kényszerfeltétel egy fizikai rendszerre (tömegpontra, pontrendszerre, merev testekből álló rendszerre) ható szabaderők hatását (így a rendszer mozgását) korlátozó, általában geometriai jellegű mellékfeltételek elnevezése. A kényszerfeltételek által ezek a rendszerek szabad mozgás helyett kényszermozgást végeznek.
Kényszert jelenthet az, hogy a rendszer csupán egy felület vagy egy görbe mentén végezheti mozgását (pl. a lejtőn való mozgás vagy az ingamozgás; ekkor a kényszerfeltételeket a felület vagy a görbe egyenletei jelentik). Ezek a feltételek olyan más testek hatásaként jönnek létre, amelyek mechanikai szempontból erőt, ún. kényszererőt jelentenek. A gyakorlatban a mozgások rendszerint kényszermozgások, hiszen egy szerkezet szinte bármely elemének olyan mozgást kell végeznie, amelyet más szerkezeti elemmel mint kényszerrel biztosítunk. A kényszermozgást
előíró erők lehetnek nyugalomban, de mozoghatnak is (álló és mozgó kényszerek), ennek megfelelően a kényszerek általános esetben a hely, az idő és a viszonyított sebesség függvényei.

## A kényszerfeltételek csoportosítása
- Ha a kényszerfeltételek matematikailag csak maguk a koordináták és esetleg az idő között fennálló (de azok differenciáljait nem tartalmazó) egyenletek, a kényszer holonom (a kényszer integrálható). Holonom kényszer áll fenn pl. a fonalinga esetében, amelynek hossza l és a koordináta-rendszer origójában van felfüggesztve (a fonalinga golyója csak egy l sugarú gömb felszínén, vagy annak belsejében mozoghat):

{\displaystyle l^{2}-(x^{2}+y^{2}+z^{2})\,\geq \,0}.
- A nem integrálható kényszerek esetében a mozgást egyértelműen jellemző koordináták és az idő között függvényszerűen nem írható fel kapcsolat, de megváltozásaikra felírhatók egyenletek (pl. egy kerék gördülésénél). Az ilyen kényszert nemholonomnak vagy anholonomnak nevezzük. Pl. egy R sugarú kerék akkor gördül csúszás nélkül egy sík felületen, ha a síkon mért elmozdulás és a kerék kerületén mért ívhossz egyenlő:

{\displaystyle {\mathcal {4}}s=R\cdot {\mathcal {4}}\phi }   vagy   {\displaystyle {\frac {{\mathcal {4}}s}{{\mathcal {4}}t}}=R\cdot {\frac {{\mathcal {4}}\phi }{{\mathcal {4}}t}}},   azaz   {\displaystyle v=R\cdot \omega }

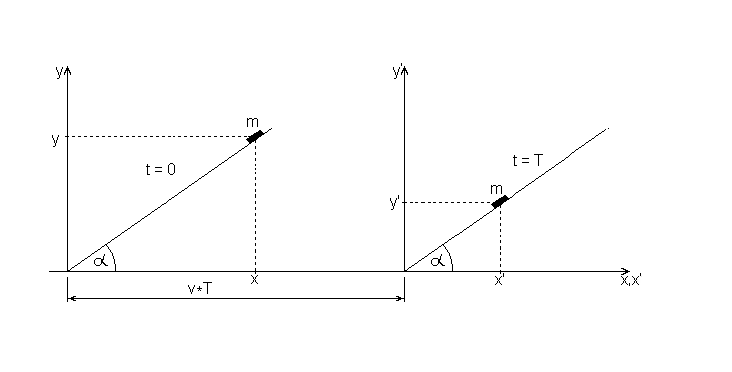
Mozgó lejtő

- Ha a kényszer explicite függ az időtől, akkor a kényszer reonom (rheonom). Reonom kényszer hat az x tengely mentén állandó v sebességgel mozgó {\displaystyle \alpha } szögű lejtőn csúszó m tömegpontra (lásd az ábrát):

{\displaystyle y=x\cdot \tan {\ \alpha }}   és   {\displaystyle y'=x'\cdot \tan {\ \alpha }}
{\displaystyle x'=x-v\cdot t}   és   {\displaystyle y'=y}
Behelyettesítés után:
{\displaystyle y-(x\cdot \tan {\ \alpha }-v\cdot t)=0}
Idő szerinti deriváltja:
{\displaystyle {\dot {y}}-({\dot {x}}\cdot \tan {\ \alpha }-v)=0}
Ezek a kényszerfeltételek időfüggők.
- Ha a kényszer explicite nem függ az időtől, akkor szkleronom. A holonom és anholonom kényszerekre bemutatott esetek egyben szkleronomok is.

A kényszereket általában egy {\displaystyle f(\mathbf {r} ,\mathbf {\dot {r}} ,t)=0} alakú matematikai függvénnyel adjuk meg - így a kényszerek csoportosítása táblázatban: 
| -         | reonom                                                  | szkleronom                                            |
| --------- | ------------------------------------------------------- | ----------------------------------------------------- |
| holonom   | {\displaystyle f(\mathbf {r} ,t)=0}                     | {\displaystyle f(\mathbf {r} )=0}                     |
| anholonom | {\displaystyle f(\mathbf {r} ,\mathbf {\dot {r}} ,t)=0} | {\displaystyle f(\mathbf {r} ,\mathbf {\dot {r}} )=0} |
Minden holonom kényszer a rendszer szabadsági fokainak a számát eggyel csökkenti. Megszabott felület esetén a mozgás szabadságfoka kettő, megszabott pályagörbe esetén egy.